# 基萨克
基萨克（法語：Quissac，法語發音：[kisak]）是法国加尔省的一个市镇，位于该省西部，属于勒维冈区。

## 地理
基萨克（43°54'34"N, 4°0'0"E）面积23.32 平方千米，位于法国奧克西塔尼大區加尔省，该省份为法国南部沿海省份，南端濒地中海，北起顺时针与阿尔代什省、沃克吕兹省、罗讷河口省、埃罗省、阿韦龙省和洛泽尔省接壤。
与基萨克接壤的市镇（或旧市镇、城区）包括：布拉加萨尔格、利乌克、洛格里扬弗洛里扬、奥尔图-塞里尼亚克-基扬、圣让德克里约隆、索沃。

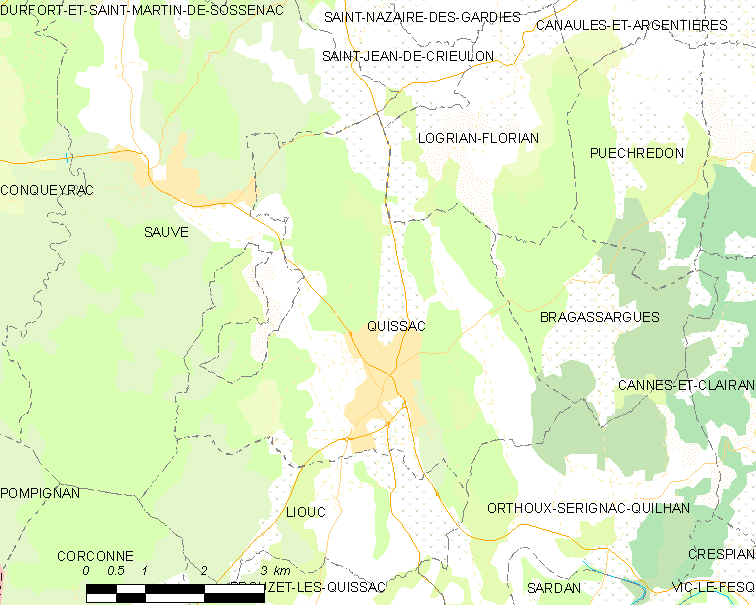
基萨克的OSM定位图

基萨克的时区为UTC+01:00、UTC+02:00（夏令时）。

## 行政
基萨克的邮政编码为30260，INSEE市镇编码为30210。

## 政治
基萨克所属的省级选区为基萨克县。

## 人口

1962-2008年间基萨克人口变化图示

基萨克于2022年1月1日时的人口数量为3449人。